# 스카이트레인 (밴쿠버)

스카이 트레인의 노선도

스카이 트레인은 밴쿠버 광역권에 운행되는 전철시스템을 가리킨다.

## 정보
차량은 봄바디어가 만들었으며, 대부분 고가 선로에서 완전자동무인으로 운행된다. 트랜스링크라는 대중교통 시스템이 운행하며, 버스, 시버스와 환승이 가능하다. 게이트가 없어서 특별한 통과 절차 없이 승하차가 가능하며 운임 지불 여부는 감시원이 확인하는데, 무임승차를 한 것이 발각될 경우 $173 정도의 벌금을 내야 한다. 현재 3개 노선이 운행 중이며, 밀레니엄 선은 VCC 대학/클라크에서 라파지 호수/더글라스 대학교까지, 엑스포 선은 워터프런트에서 킹 조지까지 연장되었다. 2009년 로템에서 제작한 열차가 캐나다 선에 운행되고 있다.

## 역 목록
- 엑스포 선: 워터프런트, 버라드, 그랜빌, 스타디움/차이나타운, 메인 스트리트/사이언스 월드, 커머셜/브로드웨이, 나나이모, 29번로, 조이스/콜링우드, 패터슨, 메트로타운, 로얄 오크, 에드몬즈, 22번가, 뉴 웨스트민스터, 콜럼비아, 세퍼튼, 브레이드, 로히드 타운 센터, 프로덕션 웨이/대학교, 스콧 로드, 게이트웨이, 서리 중앙, 킹 조지

- 밀레니엄 선: VCC 대학/클라크, 커머셜/브로드웨이, 렌프루, 루퍼트, 길모어, 브렌트우드 타운 센터, 홀덤, 스펄링/버나비 호수, 레이크 시티 웨이, 프로덕션 웨이/대학교, 로히드 타운 센터, 버퀴틀람, 포트 무디 센터, 인렛 센터, 코퀴트람 중앙, 링컨, 라파지 호수/더글라스 대학교

- 캐나다 선: 워터프런트, 다운타운 밴쿠버, 예일타운 라운드하우스, 올림픽 마을, 브로드웨이/시청, 킹 에드워드, 오크릿지/41번로, 랑가라/49번로, 마린 드라이브, 브리지포트, 아버딘, 랜스다운, 리치몬드/브리그하우스, 템플턴, 바다 섬 센터, 밴쿠버 국제공항

## 같이 보기
- 지하철 목록